# Dome Zero
La Dome Zero est une automobile du constructeur japonais Dome présentée au salon de Genève en mars 1978.
En mai 1979, une version de présérie, la P2, a été exposée au salon de Los Angeles. Elle était équipée d'un moteur 6 cylindres en ligne, équipant à l'origine la Nissan 280ZX. Non homologuée au Japon, la Zero n'est jamais entrée en production.

## Développement
Le développement de la Dome Zero a commencé en 1975. À cette époque, Minaru Hayashi, le président de Dome, voulait produire une voiture de grand tourisme bénéficiant du savoir-faire acquis par la société en compétition. Il a fait appel à son frère Shoichi Hayashi et à deux autres ingénieurs, Akihiro Iramajiri et Kenji Mimura. 

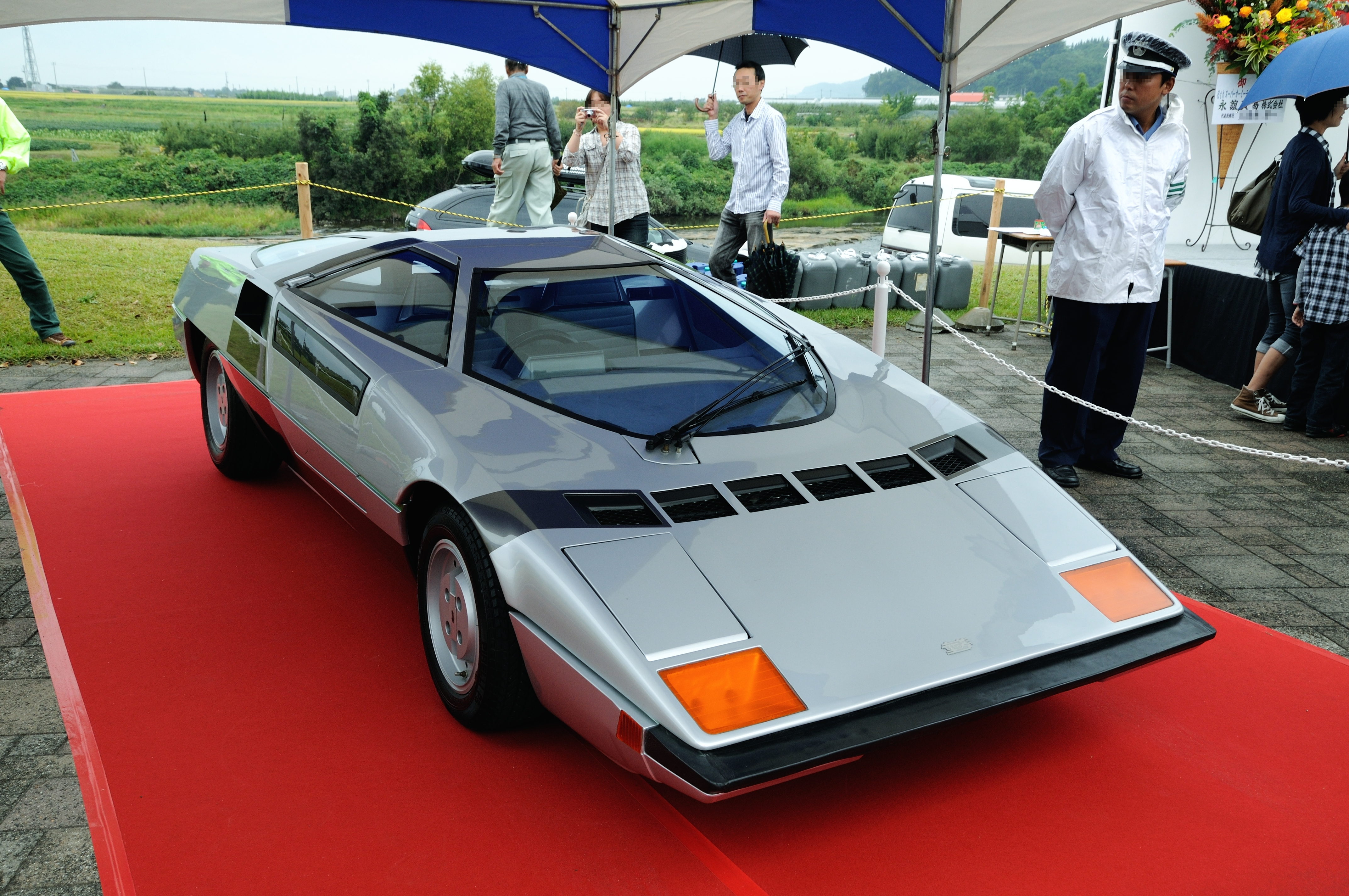
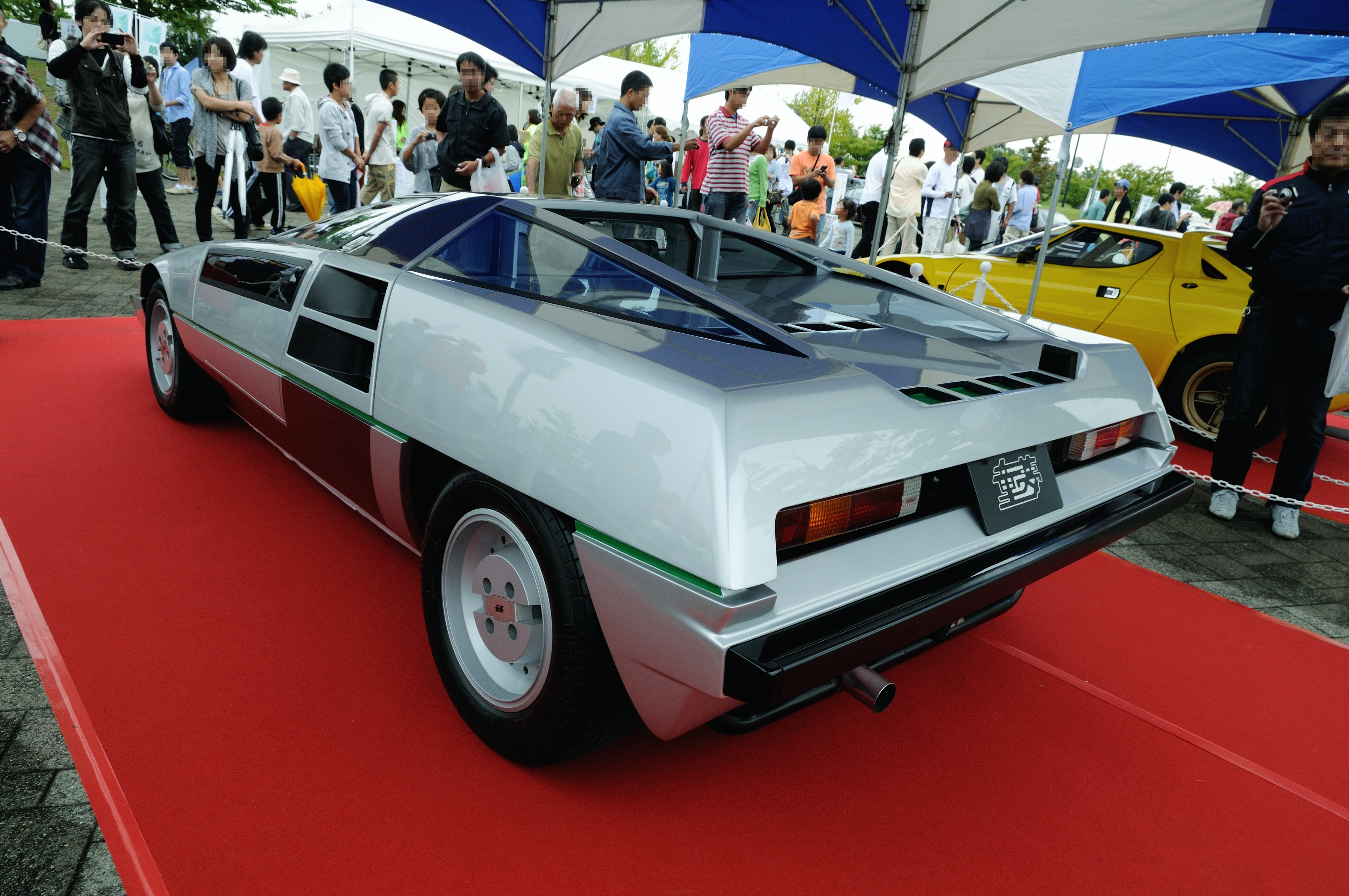
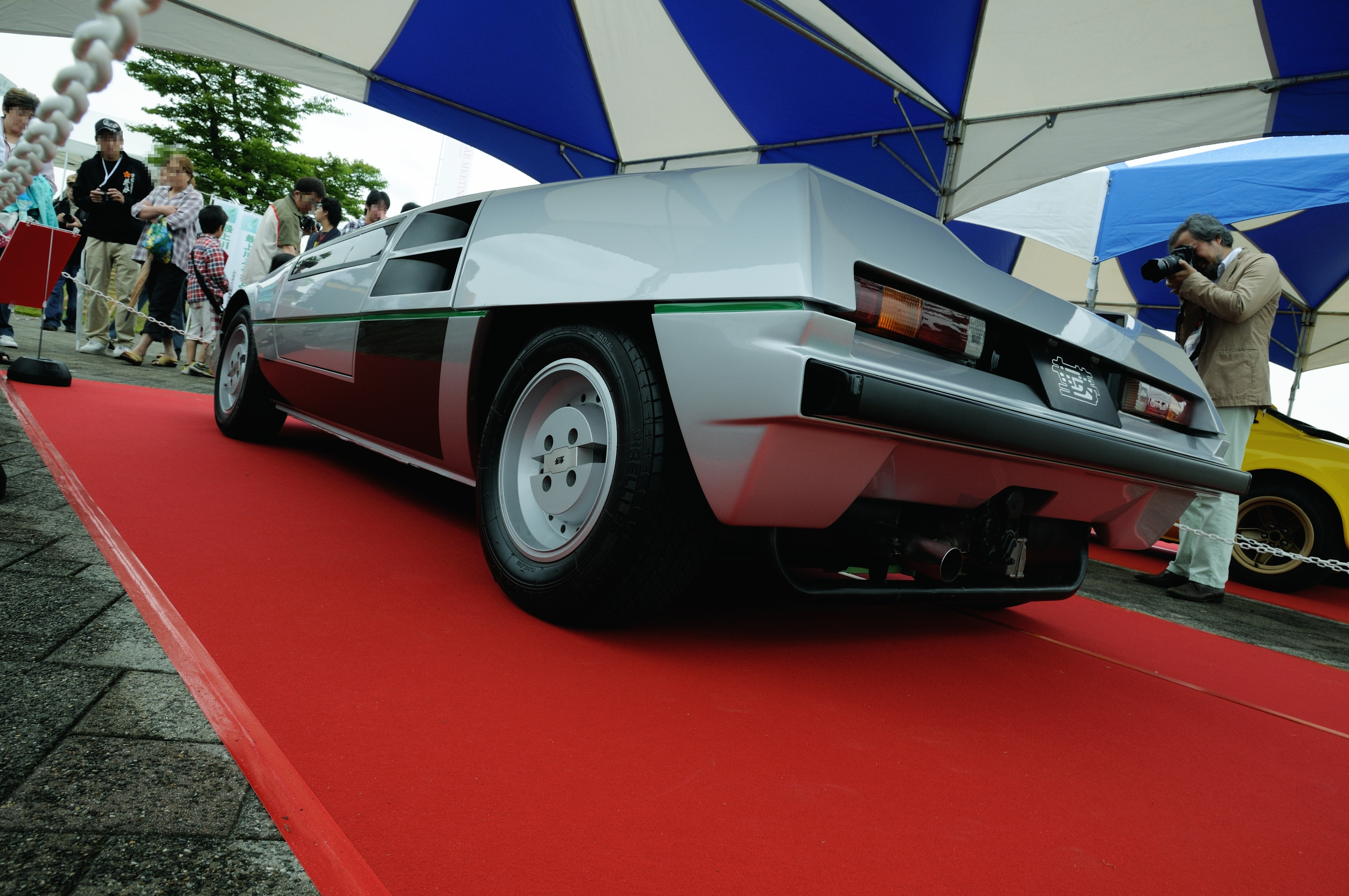
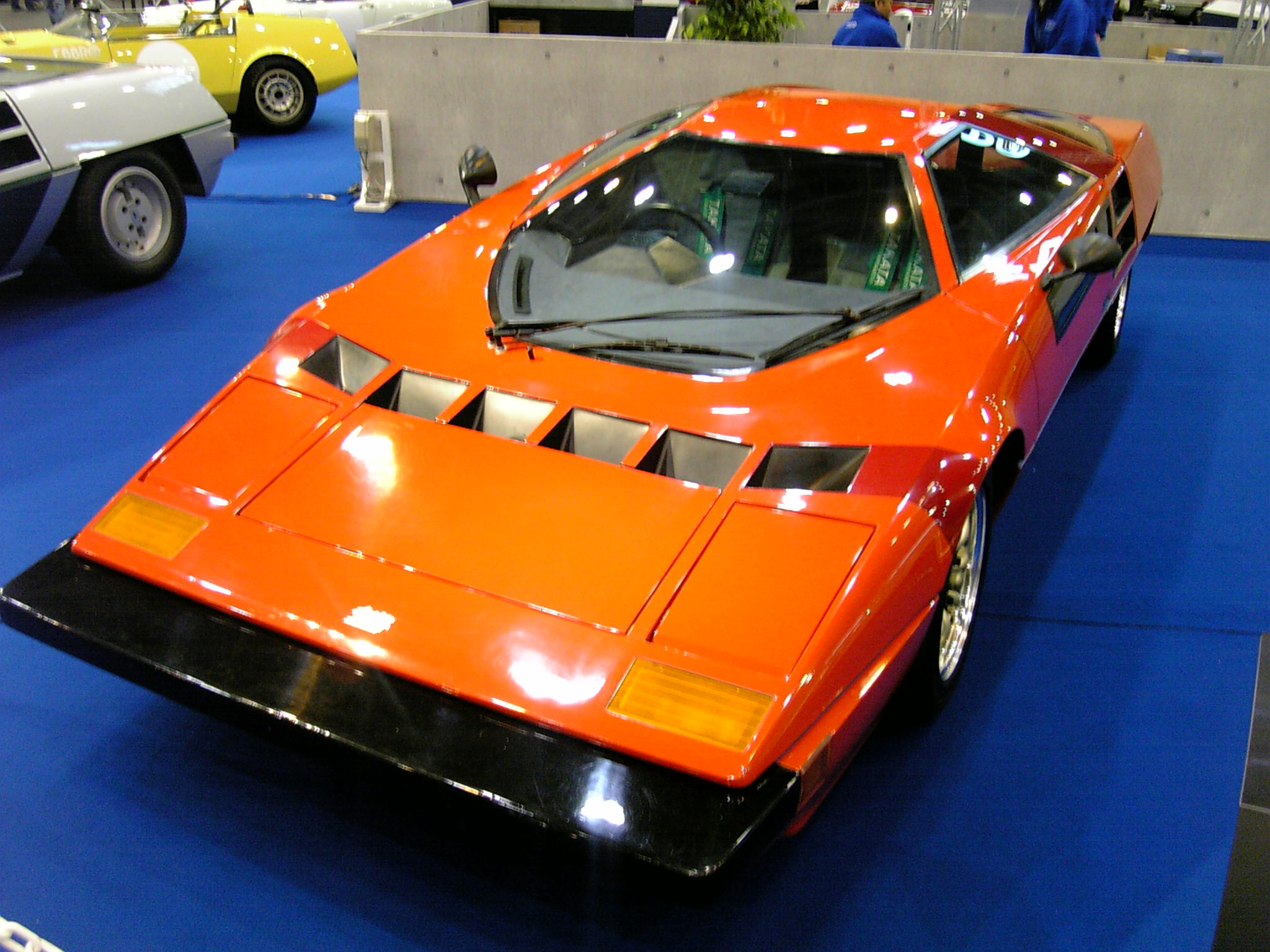